# Tejo Remy

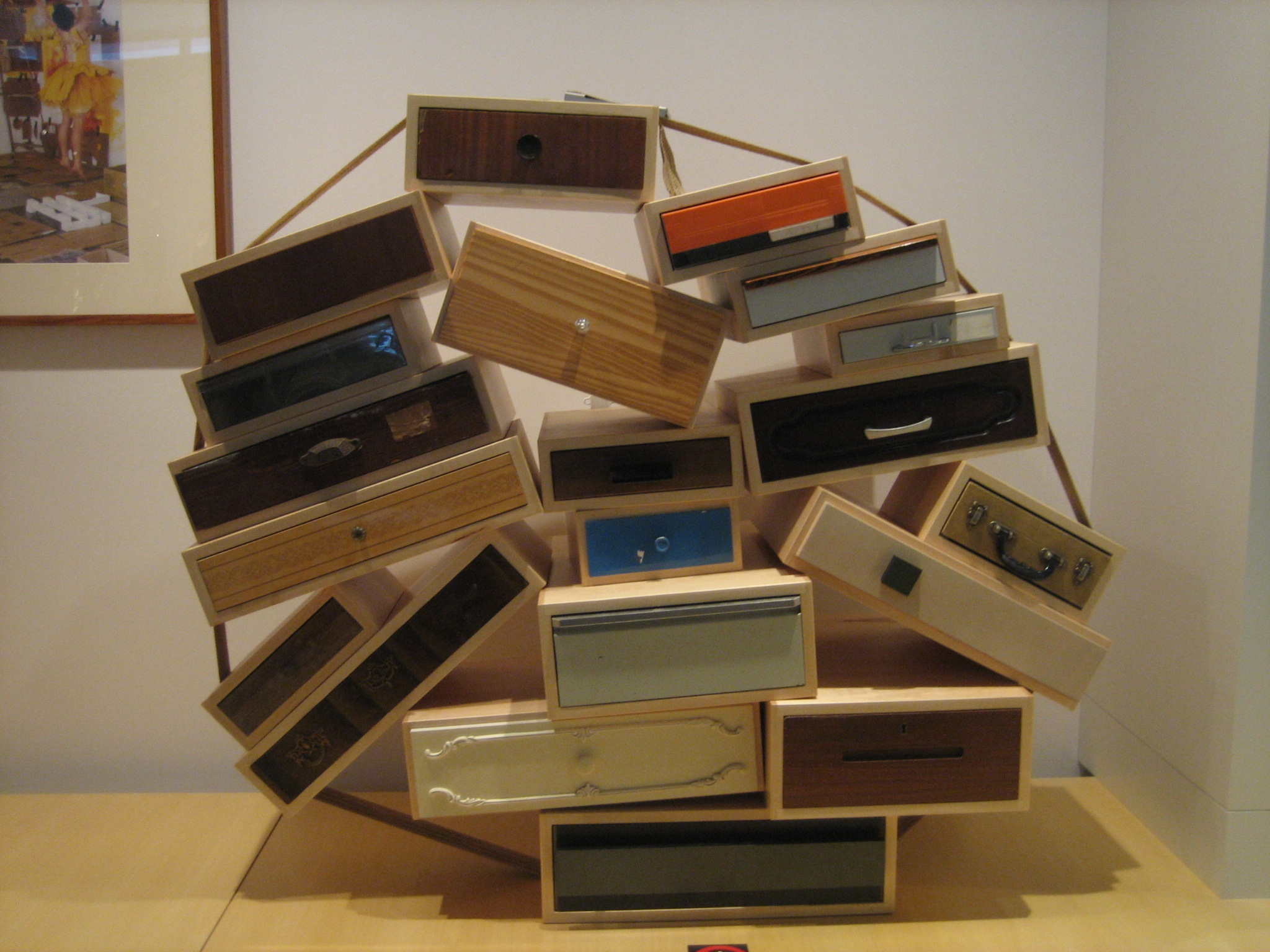
Chest of Drawers by Tejo Remy (1991)

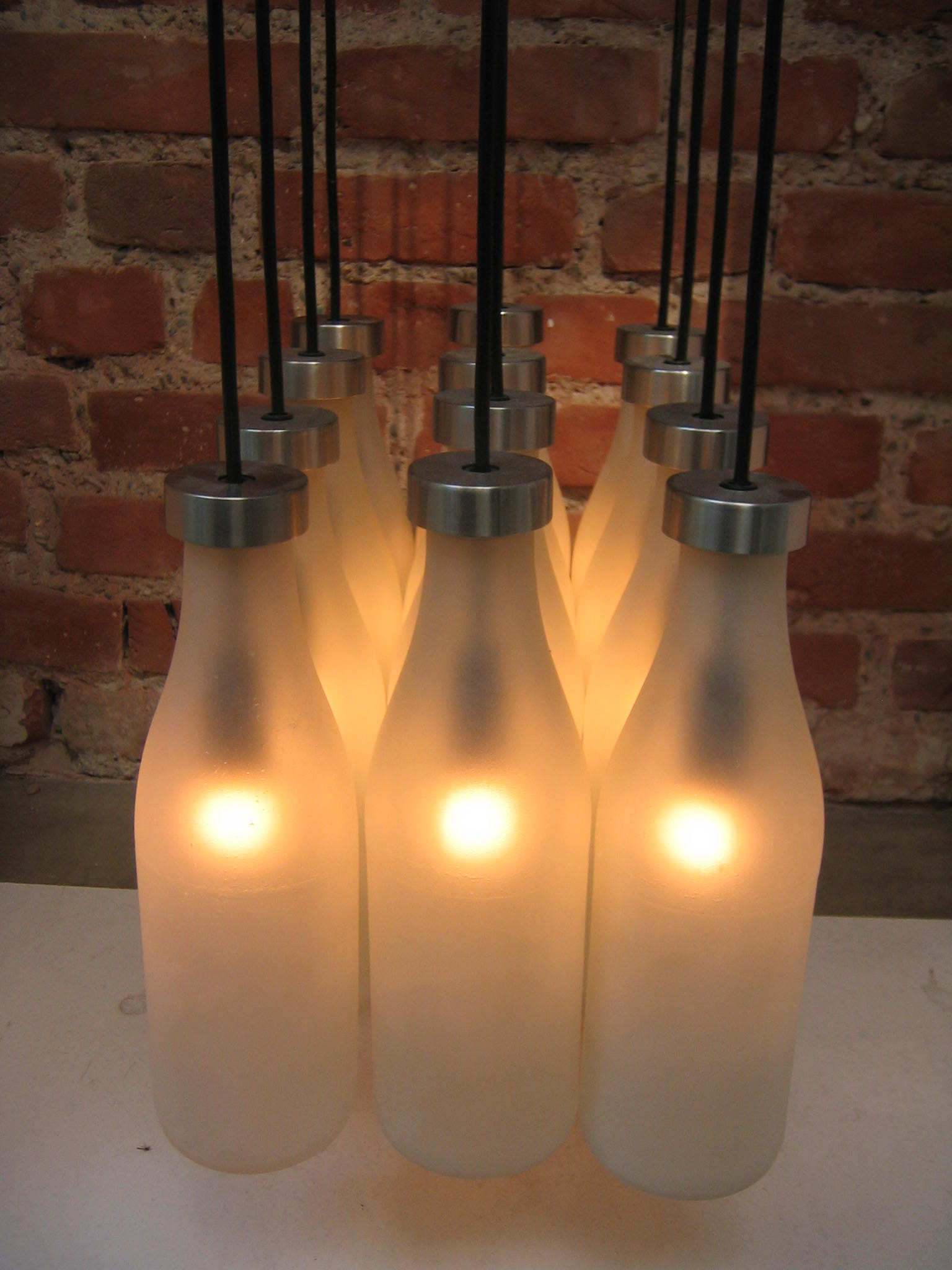
Milk Bottle Lamp (1991)

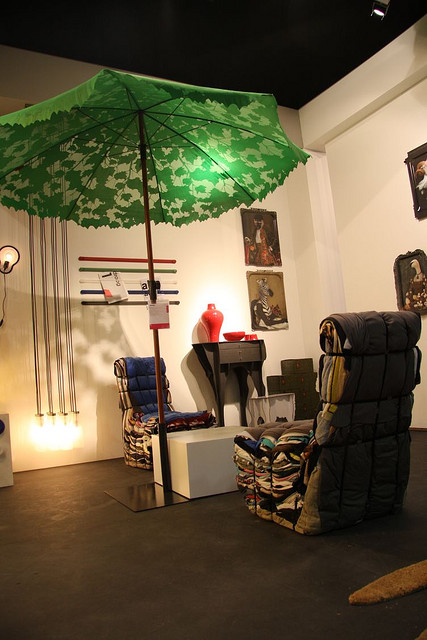
Rag Chair (1991)

Tejo Remy (1960) is een Nederlands ontwerper van producten, interieurs en de openbare ruimte. Remy ontwerpt voor Droog Design sinds 1991. Tegenwoordig werkt hij samen met ontwerper René Veenhuizen onder de naam Remy&Veenhuizen.

## Geschiedenis
Remy en Veenhuizen hebben beide gestudeerd aan de Hogeschool voor de Kunsten Utrecht en studeerden beide af in de richting 3D-Design. Sinds 2000 werkt het duo samen onder de naam Remy&Veenhuizen. Grote projecten waar ze aan hebben gewerkt zijn Bamboo Labs (2007) en Social Fence (2012).

## Bekende ontwerpen
Vanaf 1991 creëerde Tejo Remy een drietal objecten die onderdeel geworden zijn van de eerste collectie producten van Droog Design. Met de You Can't Lay Down Your Memory chest of drawers (1991), de Rag chair (1991) en Milk bottle lamp (vanaf 1993) heeft Remy internationale bekendheid verworven Deze ontwerpen zijn onder andere opgenomen in de collectie van het Centraal Museum Utrecht.
Hoewel het hergebruik van bestaande producten in deze ontwerpen centraal staat, wordt vaak onterecht gedacht dat Remy deze producten heeft ontworpen als kritiek op overconsumptie of als uiting van duurzaamheid. In plaats daarvan zijn het hergebruiken van bepaalde ideeën, herinneringen en archetypes een belangrijk motief, aldus Renny Ramakers. Dit motief komt vaker terug bij ontwerpers uit de jaren 90, zoals bijvoorbeeld Hella Jongerius.
Een recenter werk van Remy&Veenhuizen is de Bamboo Chair (2007), die ontworpen is naar aanleiding van de Bamboo Labs, een initiatief van Design Platform Eindhoven, Art Centre Krabbedans, TU Delft Industrial Design en Onderneming in Architectuur.
De Glass Arrangements (2010) zijn de resultaten van een opdracht van Droog Design voor het project Saved by Droog. De materialen voor dit project werden door Droog opgekocht bij bedrijven die door de financiële crisis failliet zijn gegaan. Een voorbeeld is een serie glaswerk, die door Remy&Veenhuizen in een compositie is verlijmd.

## Tentoonstellingen
De ontwerpen van Remy zijn door de jaren heen in verschillende musea en galerieën te zien geweest, zoals het Museum of Arts and Design in New York, het Stedelijk Museum (Amsterdam), Museum Boijmans Van Beuningen in Rotterdam en het Centraal Museum in Utrecht.
- Afstudeerexpositie, Galerie Marzee, Nijmegen (1991)
- Young Industrial Designers 1991, Amsterdam (1991)
- Furniture sculpture, Museum Commanderie St. Jan, galerij Marzee, Nijmegen (1992)
- Talentebörse 1992, München (1992)
- Material, raw material for design, Dutch Form, Stedelijk Museum, Amsterdam (1992)
- Expo Light, Galerie K.I.S., Amsterdam (1992)
- Eco Design, Brussel (1992)
- Group exhibiton, galerij Yksi, Eindhoven (1993, 1994, 1995, 1996, 1998, 1999)
- Presentatie Droog Design, Milaan (1993)
- Saturday D-designers weekend, Düsseldorf (1993)
- Design aus Holland, Museum für Angewandte Kunst (Cologne), Keulen (1994)
- 10 jaar galerij Puntgraaf, Groningen (1994)
- Private view ORIEL, Cardiff (1994)
- Frozen Fountain wit Viktor en Rolf Fashion, Amsterdam (1994)
- 20 Chairs, 20 Artpieces, Kruithuis, Den Bosch (1994)
- Art-disseny: objects en la frontera, Barcelona (1995)
- P.O.I., Montreal en Toronto (1995)
- Droog Design, Kunsthal Rotterdam (1995)
- Domestic Innovations, Snug Harbor Cultural Center, New York (1996)
- Recycling-forms for the next century, Crafts Council, Londen (1996)
- Next Generation, Kobe (1999)
- Munt met een missie, Centraal Museum, Utrecht (2012)
- Museum Boijmans Van Beuningen, Rotterdam (2013)
- Do It Like Droog. 25 jaar Droog Design, Museum Kranenburgh, Bergen (2018)

## Publicaties
- Eissen, K., R. Steur, Sketching: Drawing Techniques For Product Designers, Amsterdam (BIS Publishers) 2007.
- Lugt, Pablo van der, S. Verhaag, Dutch Design meets Bamboo, Eindhoven (Zoo Producties) 2009.
- Ramakers, Renny, Simply Droog 10+3 Years, Amsterdam (Droog) 2006.
- Uffelen, Chris van, Street Furniture, Salenstein (Braun Publishing) 2010.
- The world + our toolkit , Tejo Remy en Rene Veenhuizen, tekst Jeroen Junte en Ida van Zijl vormgeving Esther de Vries (Lecturis) 2017